# Калатні коміції
Калатні коміції (лат. comitia calata, від calare, тобто vocare, «скликати») — один з видів народних зборів у Стародавньому Римі, на яких здійснювалися різні оголошення. Цей різновид коміцій існував ще в період Римського царства.
Достеменно невідомо, хто саме приймав рішення про скликання цих коміцій і хто на них головував. Відомо тільки, що на калатні коміції громадян скликали особливі глашатаї — калатори (calatores).
На відміну від інших видів коміцій, на цих народних зборах не було голосувань, на них лише оприлюднювалися певні оголошення та засвідчувалися деякі офіційні дії. Тобто, вони не мали прямого відношення до політичного життя квіритів.

## Основні функції
Від самого створення міста (сер. VIII ст. до н. е.) чи не найважливішою функцією калатних коміцій було оголошення днів календаря. Римський календар складався колегією понтифіків і першого дня кожного місяця (він мав назву «календи») скликалися калатні коміції, де жрець з цієї колегії оголошував лише календар поточного місяця, зокрема, на які дні припадають нони і, напевно, іди, а також характер усіх інших днів. Римських громадян особливо цікавило, коли будуть погоджені (fasti dies) та непогоджені дні (nefasti dies), дні скликання коміцій (dies fasti comitiales) та святкові дні (feriae). Оскільки суди працювали лише у погоджені дні, саме на калатних коміціях римлянин міг дізнатися, коли вони працюють аби до них звернутися.
Ще однією важливою функцією калатних коміцій була інавгурація фламінів, а з республіканського часу і священних царів.
В перші століття існування цих зборів був поширений звичай складення і засвідчення заповіту перед народом (testamenti factio), що відбувалося двічі на рік, але, згодом, ця традиція поволі зникає. З цією функцією також була пов'язана ще одна — урочиста заява спадкоємця (detestatio sacrorum), у якій він зголошується взяти на себе обов'язки з виконання священних фамільних обрядів спадкодавця при отриманні його майна.

## Зауваження
1. ↑  Так тривало до 304 до н. е., коли курульний еділ Гней Флавій вперше оприлюднив календар на весь рік і далі стало традицією записувати річний календар на кам'яній чи мармуровій плиті та виставляти на загальний огляд.[3] Відповідно, після цього важливість усних оголошень характеру днів на калатних коміціях зменшилася

### Довідники
- Comitia calata // Реальный словарь классических древностей / под ред. членов Общества классической филологии и педагогики Любкер Ф., Ф. Гельбке, Л. Георгиевского, Ф. Зелинского, В. Канского, М. Куторги и П. Никитина. — СПб., 1885.(нім.)(рос.)
- Fasti // A Dictionary of Greek and Roman Antiquities / William Smith, D.C.L., LL.D. — London, England : John Murray, 1875. — 1294 с. (англ.)
- Fasti // Энциклопедический словарь : в 86 т. (82 т. и 4 доп.). — СПб. : Ф. А. Брокгауз, И. А. Ефрон, 1890—1907. (рос.) (рос.)

### Книжки
- Сергеев И. П. Государственные учреждения древних римлян: поздняя Республика и ранняя Империя: материалы к спецкурсу. — Харьков : ХНУ имени В. Н. Каразина, 2013. — 312 с. — ISBN 978-966-623-922-1. (рос.)